# Лінетт Вудард
Лінетт Вудард (англ. Lynette Woodard, 12 серпня 1959) — американська баскетболістка.
Олімпійська чемпіонка 1984 року.
Переможниця Панамериканських ігор 1983 року, бронзова призерка 1991 року.
Переможниця літньої універсіади 1979 року.
Чемпіонка світу 1990 року, срібна призерка 1983 року.
Переможниця Кубка Р. Вільяма Джонса 1984 року.